# Hessen (F221)
La fragata Hessen (F221) es una de las tres fragatas de la clase Sachsen de la Deutsche Marine. Fue construida por Nordseewerke y asignada en 2006.

## Construcción
Construida por Nordseewerke en Emden, fue ordenada en 1996, puesta en gradas en 2001, botada en 2003 y asignada en 2006.